# Ctenopelma nigriceps
Ctenopelma nigriceps är en stekelart som beskrevs av Barron 1981. Ctenopelma nigriceps ingår i släktet Ctenopelma och familjen brokparasitsteklar. Inga underarter finns listade i Catalogue of Life.